# モモ (歌手)
モモ（英: MOMO、朝: 모모、1996年〈平成8年〉11月9日 - ）は、日本出身のアイドル。ガールズグループであるTWICEおよびMISAMOのメンバー。TWICEでは、メインダンサー、サブボーカル、ダンスブレイク、サブラッパーを担当している。JYPエンターテインメント所属。京都府綴喜郡田辺町（現・京田辺市）出身。本名は平井 もも（ひらい もも）。

サイン

## 来歴

### デビュー前
1996年11月9日、京都府綴喜郡田辺町（現・京田辺市）に生まれる。大阪府交野市で過ごした時期もある。3歳より大阪のダンススクールに通いダンスを習い始める。
2008年、小学5年生の時に、韓国の歌手であるLEXYによる楽曲「Ma People」のミュージックビデオにキッズダンサーとして出演。
2011年、中学3年生の時に、姉やダンススタジオの仲間と共に結成した4人組ダンスグループ「Barbie」として、Mnetで放送された韓国のオーディション番組「SUPER STAR K3」に日本代表として出演するも、第3次予選で敗退。
2012年、姉と共に踊っている動画をYouTubeに投稿したところ、JYPエンターテインメントから、姉とともにスカウトを受けた。その後モモのみオーディションに参加し、同年4月13日に現TWICEメンバーのサナと共に練習生となった。
2012年には、サナを含む他の日本人練習生と共に、4人組の日本人アイドルグループとしてデビューする予定だった。しかし、当時の日韓関係の悪化や、他の日本人練習生が事務所を退所したことにより、デビュー計画は白紙となった。

### TWICEとして
2015年5月5日より、Mnetで放送された韓国のオーディション番組「SIXTEEN」に出演。一度脱落するものの、プロデューサーのパク・ジニョンや事務所のトレーナーからの信頼の他に、脱落後、前関係のない毎日の努力が認められたことによって、ツウィと共に異例の追加合格を果たす。特にトレーナーたちが靭性とダンスの実力を高く評価し、モモを積極的に推薦したことが知られている。その後10月20日に、「TWICE」のメンバーとして正式にデビューした。

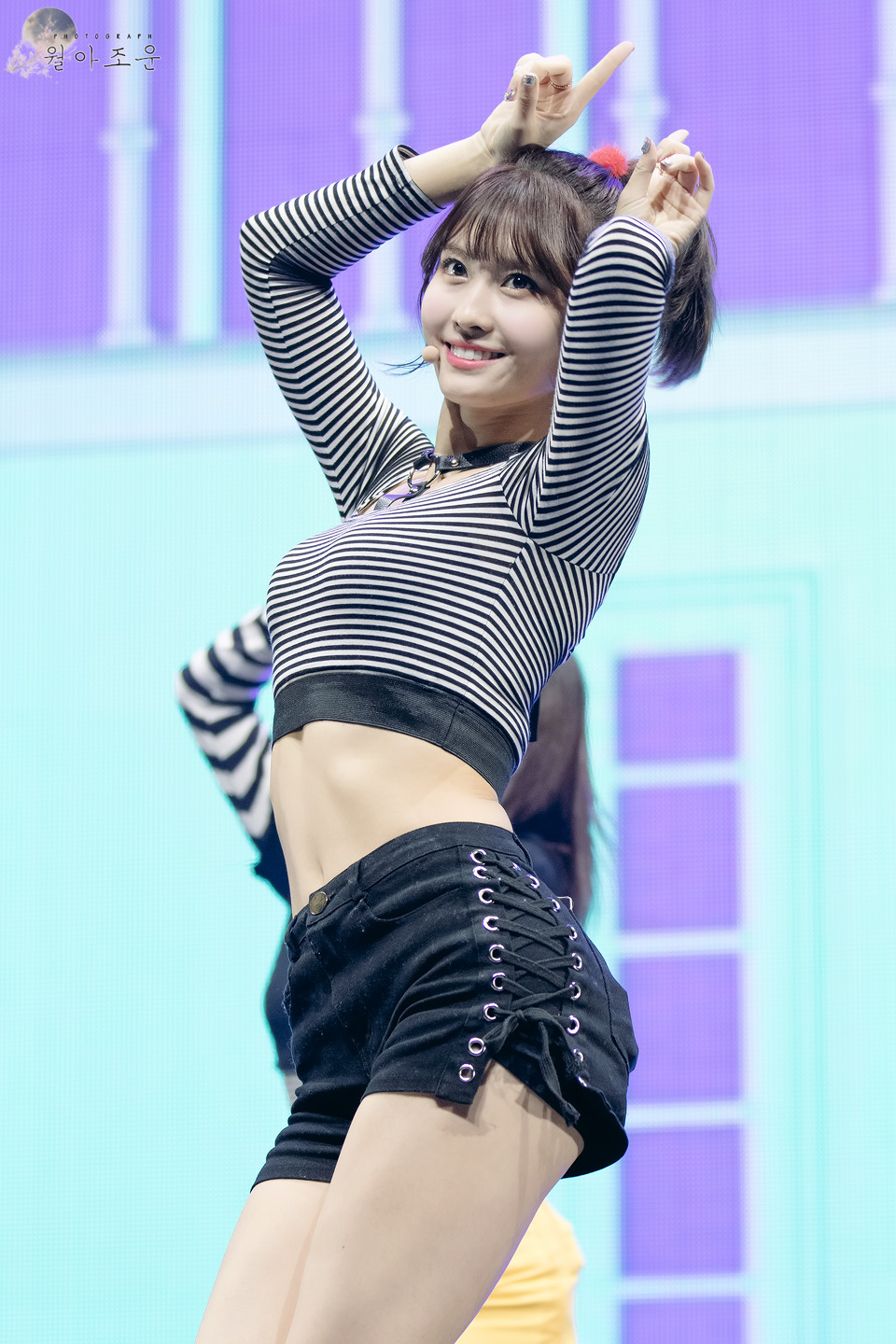
2017年

2023年7月26日、TWICEのサブユニット「MISAMO」でデビュー。メンバーは他にサナ、ミナ。

### ソロ活動

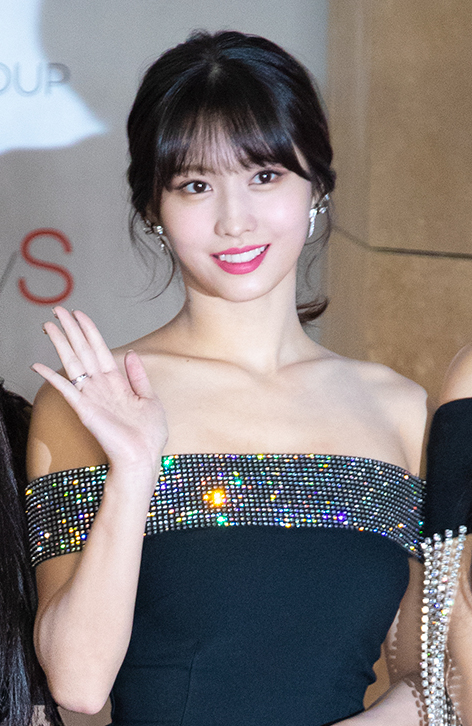
2018年

2020年、JYPエンターテインメントとソニーミュージックが主催するオーディション番組「Nizi Project」にて、同じくTWICEのサナとともに特別審査員を務めた。
2021年1月21日、ダンススクールの後輩であったyukaDD(;´∀`)による楽曲「Superhero」のミュージックビデオに出演。
2022年5月に開設した自身の公式Instagramのフォロワー数が2023年2月3日に日本人1位となり、同月6日には日本人初の1000万人を突破したことで、TWICE、日本人で、フォロワー数が一番多い人物となった。

## 人物
身長は163cm, 血液型はA型。

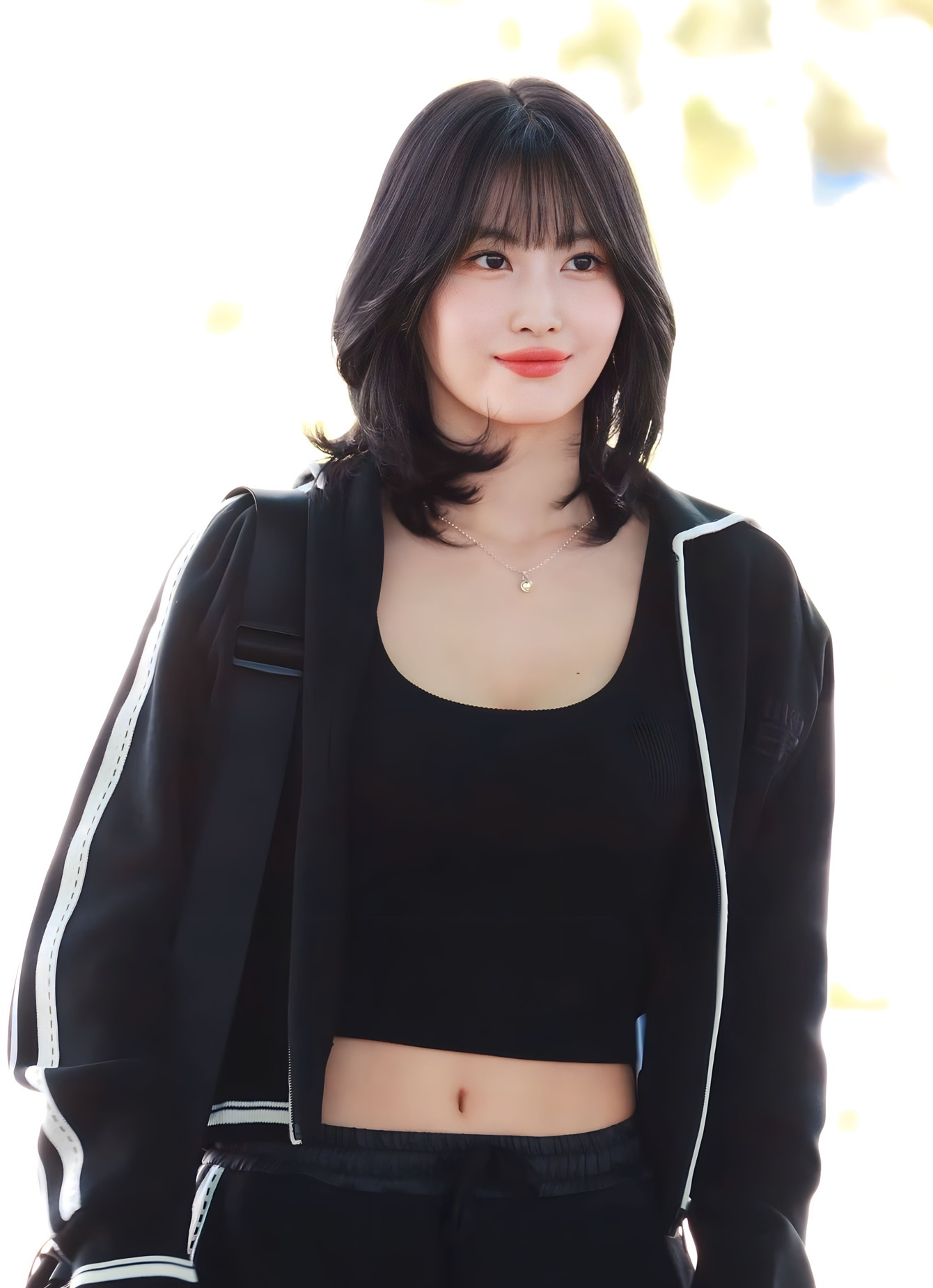
2023年

メンバーカラーはピンク。サナ、ミナと並び、日本人メンバーの1人であり、「モモりん」や「モグリ」、名前とダンスマシーンをかけた「ダンスモシーン」の愛称で親しまれている。
性格は朗らかで抜けている所がある反面、メンバーが驚くほどの練習量をこなし、トレーニングにおいては非常にストイックである。3歳より13年間習っていたダンスの実力は、K-POPアイドルの中でもトップレベルであり、「ダンシングマシーン」の異名を持つ。
食べることが大好きで、好物は豚足。座右の銘は「頑張れば美味しいものが食べられる」。

## ディスコグラフィ

### 作詞
| 年   | 楽曲                | 収録アルバム  | 共同作業者                               | 出典   |
| ---- | ------------------- | ------------- | ---------------------------------------- | ------ |
| 2018 | Shot thru the heart | Summer Nights | サナ、ミナ                               | [ 20 ] |
| 2019 | HOT                 | FANCY YOU     | Kang Eun Jeong                           |        |
| 2019 | LOVE FOOLISH        | Feel Special  | シム･ウンジ                              |        |
| 2019 | 21:29               | Feel Special  | TWICE                                    | [ 21 ] |
| 2022 | Celebrate           | Celebrate     | J.Y. Park "The Asiansoul"、TWICE、Co-sho |        |
| 2023 | Funny Valentine     | Masterpiece   | Yuka Matsumoto、Realmeee、EJAE           |        |
| 2024 | Money In My Pocket  | Haute Couture | Sofia Vivere, Yu-ki Kokubo               |        |

## 出演

### テレビ番組
| 年   | 番組                              | 放送局  | 役割             | 出典   |
| ---- | --------------------------------- | ------- | ---------------- | ------ |
| 2011 | SUPER STAR K3                     | Mnet    | 日本代表         |        |
| 2015 | SIXTEEN                           | Mnet    | 参加者           | [ 22 ] |
| 2015 | マイリトルテレビジョン            | MBC     | ゲスト           | [ 23 ] |
| 2016 | 能力者たち                        | MBC     | ゲスト           | [ 24 ] |
| 2016 | いただきました                    | JTBC    | ゲスト           |        |
| 2016 | ヒットよりステージ                | Mnet    | ゲスト           | [ 25 ] |
| 2016 | コンノリペ                        | SBS     | ゲスト           | [ 26 ] |
| 2016 | 知ってるお兄さん                  | JTBC    | ゲスト           | [ 27 ] |
| 2017 | アイドルは今日から一年生！        | SBS     | ゲスト           | [ 28 ] |
| 2017 | 覆面歌王                          | MBC     | 芸能人判定団     | [ 29 ] |
| 2018 | 驚きの土曜日                      | tvN     | ゲスト           | [ 30 ] |
| 2018 | DANCING HIGH                      | KBS 2TV | スペシャル審査員 | [ 31 ] |
| 2018 | ミステリー音楽番組ボクミョンガ    | MBC     | ゲスト           |        |
| 2019 | 国民トークショー アンニョンハセヨ | KBS 2TV | ゲスト           | [ 32 ] |
| 2020 | 6時、私の故郷                     | KBS 1TV | ゲスト           | [ 33 ] |
| 2020 | 犬は素晴らしい                    | KBS 2TV | ゲスト           | [ 34 ] |
| 2022 | 全知的おせっかい視点              | MBC     |                  | [ 35 ] |
| 2022 | 驚きの土曜日                      | tvN     |                  | [ 36 ] |

### ウェブ番組
| 年   | 番組         | 放送局 | 役割       | 出典   |
| ---- | ------------ | ------ | ---------- | ------ |
| 2020 | Nizi Project | Hulu   | 特別審査員 | [ 11 ] |

### ラジオ
| 年度 | 放送局   | タイトル                        | 役割   | 参考   |
| ---- | -------- | ------------------------------- | ------ | ------ |
| 2020 | MBC FM4U | 正午の希望曲キム・ シニョンです | ゲスト | [ 37 ] |
| 2021 | MBC FM4U | 正午の希望曲キム・ シニョンです | ゲスト | [ 38 ] |

### MV
| 年   | 楽曲                                    | アーティスト  | 収録アルバム         | 投稿元            |
| ---- | --------------------------------------- | ------------- | -------------------- | ----------------- |
| 2014 | Stop stop it(하지하지마)                | GOT7          | Identify             | JYP Entertainment |
| 2015 | Only You(다른 남자 말고 너)             | miss A        | Colors               | JYP Entertainment |
| 2016 | 나비잠 (Sweet Dream)                    | 희철 X 민경훈 | 나비잠 (Sweet Dream) | SMTOWN            |
| 2021 | Superhero (Special Version) [with MOMO] | yukaDD(;´∀`)  | 21×21                | yukaDD            |